# جو اسپنس
جو اسپنس (به انگلیسی: Joe Spence) بازیکن فوتبال زادهٔ ۱۵ دسامبر ۱۸۹۸ اهل کشور انگلستان که سابقهٔ بازی در تیم ملی فوتبال انگلستان را در کارنامهٔ خود دارد. وی در تاریخ ۲۴ مه ۱۹۲۶ نخستین بازی ملی خود را در مقابل تیم ملی فوتبال بلژیک انجام داد و با حضور در ۲ بازی ملی، در تاریخ ۲۰ اکتبر ۱۹۲۶ واپسین بازی ملی‌اش را در برابر تیم ملی فوتبال ایرلند شمالی برگزار کرد.
این بازیکن توانسته در بازی‌های ملی، ۱ گل به ثمر برساند.